# 圣马丹多利耶尔
圣马丹多利耶尔（法語：Saint-Martin-d'Ollières，法語發音：[sɛ̃ maʁtɛ̃ dɔljɛʁ]）是法国多姆山省的一个市镇，位于该省东南部，属于伊苏瓦尔区。

## 地理
圣马丹多利耶尔（45°25'18"N, 3°26'59"E）面积14.47 平方千米，位于法国奥弗涅-罗讷-阿尔卑斯大区多姆山省，该省份为法国中南部省份，北起阿列省接壤，东临卢瓦尔省，南至上盧瓦爾省和康塔爾省，西接科雷兹省和克勒兹省。
与圣马丹多利耶尔接壤的市镇（或旧市镇、城区）包括：欧宗、沙西尼奥勒、圣伊莱尔、法耶-罗奈、佩利耶尔、圣让圣热尔韦、瓦尔兹苏沙托讷夫。

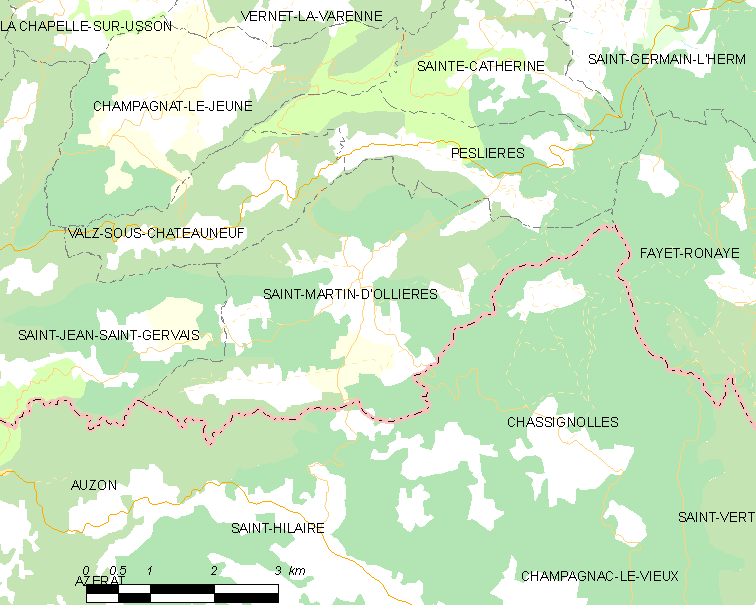
圣马丹多利耶尔的OSM定位图

圣马丹多利耶尔的时区为UTC+01:00、UTC+02:00（夏令时）。

## 行政
圣马丹多利耶尔的邮政编码为63580，INSEE市镇编码为63376。

## 政治
圣马丹多利耶尔所属的省级选区为布拉萨克莱米讷县。

## 人口

1962-2008年间圣马丹多利耶尔人口变化图示

圣马丹多利耶尔于2022年1月1日时的人口数量为146人。